# Ariel Francisco Rodríguez
Ariel Francisco Rodríguez Araya (San José, Costa Rica, 27 de septiembre de 1989) es un futbolista costarricense que juega como delantero en el Deportivo Saprissa, de la Primera División de Costa Rica.
Su debut oficial se llevó en noviembre de 2007 cuando jugaba para el Santos de Guápiles. A lo largo de su carrera profesional, Rodríguez ha pasado por seis equipos: Santos, Puntarenas, Belén, Deportivo Saprissa, Bangkok Glass y Rayong. La etapa de mayor consagración se dio en el conjunto tibaseño, donde ha logrado ser campeón en cinco ocasiones: en el Torneo de Copa 2013, en el Verano y los Inviernos 2014 y 2015, así como del Clausura 2018. Además, obtuvo un subcampeonato en el Torneo de Copa 2014. Individualmente, ganó el premio al máximo goleador de la Copa y en el Invierno 2015 superó el récord de anotaciones que ostentaba Cristhian Lagos en un torneo corto, llegando a la cifra de veinte. Este importante desempeño fue reconocido por el Círculo de Locutores y Periodistas Deportivos el 4 de marzo de 2016, quienes le otorgaron un galardón, así como en la edición de los Premios FPD de la temporada 2015-16, tras recibir la distinción de máximo anotador. También apareció en la lista de nominados al premio como Mejor jugador de la temporada 2014-15 de UNAFUT, pero no resultó ganador del mismo.
Después de su contratación al Deportivo Saprissa, Ariel Rodríguez mejoró como futbolista y llegando a sus más altos registros en juego y goles. En el club costarricense, durante el 2015, superó la marca de cuarenta y cuatro goles que había impuesto Jairo Arrieta, alcanzando los cincuenta y un tantos en apenas tres años.
Su primer llamado a la selección costarricense se dio en noviembre de 2015, para disputar las Eliminatorias del Mundial 2018. Sin embargo, no tuvo participación en los primeros juegos. Debutó como internacional absoluto el 27 de mayo de 2016, en el encuentro previo a la Copa América Centenario.

## Trayectoria

### Santos de Guápiles
Ariel Rodríguez debutó profesionalmente con el equipo del Santos de Guápiles el 4 de noviembre de 2007, bajo la dirección técnica de Ronald Mora, en el enfrentamiento de su conjunto contra Brujas en el Estadio Ebal Rodríguez. El atacante entró de relevo por Joseph Centeno al minuto 57' en la derrota de 1-3. Esta fue su única aparición en el Campeonato de Invierno, ya que en el Verano 2008 no vería acción, torneo en el cual los santistas terminaron descendiendo, el 4 de mayo, a la Segunda División. A pesar de esta situación, Rodríguez se mantuvo en el plantel hasta lograr la promoción una temporada después —venciendo a Barrio México en la final
nacional—, esta vez con Óscar Ramírez como el estratega.
A los 19 años regresó a la Primera División a partir del Campeonato de Invierno 2009. Debutó oficialmente el 16 de agosto con el Santos de Guápiles, ingresando de cambio por su compañero Richard Castañeda al minuto 74', en la derrota de su equipo 3-0 frente a la Universidad de Costa Rica; partido que se disputó en el Estadio Ecológico. El 4 de octubre de ese año, entró como sustitución por Rónald Gómez en el minuto 80'. Tres minutos más tarde, marcó su primera anotación ante el Club Sport Cartaginés, y la única del juego que finalizó con triunfo 1-0, en el Estadio Ebal Rodríguez. Su siguiente partido se desarrolló en la jornada 14, contra el Deportivo Saprissa; nuevamente de local e ingresó como variante. Este encuentro acabó con empate 2-2. Al final de la fase de clasificación, el Santos terminó de sexto lugar en el Grupo B, y noveno de la general, por lo que no pudo avanzar a los cuartos de final del torneo.
En la primera fecha del Campeonato de Verano 2010, disputada el 17 de enero, su club enfrentó a Brujas F.C. en el Estadio "Cuty" Monge; Ariel hizo el segundo gol al minuto 63', para la victoria 0-2. El 5 de febrero, en el Estadio de Pital, volvió a anotar, esta vez ante San Carlos, pero fue insuficiente, ya que su equipo perdió con marcador de 2-1. Al acabar la etapa regular, el futbolista participó en 14 partidos y en uno quedó en el banquillo. Además, el equipo clasificó de tercero en el grupo A, por lo cual, enfrentó al Herediano en los cuartos de final. En el partido de ida, efectuado el 21 de abril, obtuvo la victoria 2-1; en la vuelta, cuatro días después, terminaría empatada a un gol y avanzando a las semifinales por el marcador global de 2-3. El 28 de abril se llevó a cabo el encuentro de ida contra el Deportivo Saprissa; Ariel participó 45 minutos, y su equipo perdió 0-1 de local. El 2 de mayo, se terminó de confirmar la eliminación de su equipo, tras un empate 0-0 en el Estadio Ricardo Saprissa.
El 25 de julio de 2010, se inauguró el Campeonato de Invierno. En la primera jornada, su equipo disputó el Derby Caribeño ante Limón F.C., el futbolista entró de cambio, recibió tarjeta amarilla y salió victorioso 0-1 del Estadio Nuevo de Limón. Posteriormente, el 15 de agosto, asistió a su compañero Johnny Cubero para que él marcara el primer gol contra Saprissa; el segundo gol lo marcó Daniel Colindres para la victoria definitiva 2-0. Logró la participación por ocho partidos y en seis fue relegado a la suplencia. El Santos logró nuevamente la clasificación a los cuartos de final. Su club avanzó a las semifinales tras vencer a Barrio México en ambas series. En la siguiente etapa enfrentaron al Herediano; los dos partidos finalizaron 1-0 (una victoria para cada uno), para lograr un marcador global de 1-1, pero clasificaron los florenses al poseer la ventaja deportiva.
El Torneo de Verano 2011 fue de menor participación para el jugador, ya que únicamente estuvo en siete encuentros y en tres permaneció en el banquillo. Su club empezó el campeonato el 9 de enero contra Limón, con empate 1-1. El Santos de Guápiles avanzó por tercera ocasión consecutiva a los cuartos de final. Esta serie la disputó contra el Deportivo Saprissa, donde obtuvo una derrota 1-2 y un empate 1-1, en los encuentros de ida y vuelta, respectivamente. Su equipo fue eliminado en esta fase. En esta temporada, Ariel no logró marcar goles.
Con el nuevo formato que implementó la Primera División de Costa Rica, se comenzó a aplicar a partir del Campeonato de Invierno 2011. La primera jornada se llevó a cabo el 31 de julio ante Belén; Ariel no se encontró en la nómina para este partido, el cual terminaría con derrota 3-0. Apareció en la fecha 3 contra Herediano, pero se mantuvo en la suplencia. Entró como variante en el encuentro contra Limón, disputado en el Estadio Juan Gobán el 13 de agosto, por Josué Mitchell al minuto 86' y con triunfo 0-2. Al final de la primera fase, Ariel únicamente tuvo actuación en seis juegos y en dos quedó en el banquillo, sin ninguna posibilidad de jugar. El Santos terminó de séptimo lugar y no logró entrar a las semifinales, ya que con el nuevo formato solo clasificaban cuatro equipos.

### Puntarenas F. C.
Ariel Rodríguez fue fichado por el Puntarenas F.C. para el Campeonato de Verano 2012. Debutó oficialmente con su nuevo equipo el 15 de enero, primera fecha del torneo, donde marcó su primer gol contra el Deportivo Saprissa; el resultado definitivo acabó 3-1, con derrota en el Estadio Nacional. Su segunda anotación se dio el 1 de febrero frente al Pérez Zeledón y una asistencia a su compañero Francisco Flores, quien también consiguió un gol. Sin embargo, el resultado fue de derrota 3-2. En el siguiente encuentro, volvió a anotar al minuto 36', siendo esta oportunidad contra Liga Deportiva Alajuelense y ganando 1-0. El 15 de febrero, en el Estadio "Lito" Pérez, el futbolista fue expulsado al minuto 55' en el juego frente al Cartaginés, en el cual finalizaría con empate 2-2. Ariel cumplió una sanción de dos partidos. Regresó en la jornada 12 frente al Saprissa. El 10 de marzo, marcó un gol al minuto 4' contra su exequipo, el Santos de Guápiles y con victoria 1-2. Cuatro días después, logró su primer doblete en su carrera profesional ante Limón, obteniendo un triunfo de 3-0. Al finalizar la etapa regular del torneo, su equipo quedó de noveno lugar en la tabla de posiciones. Ariel disputó 15 encuentros, en ellos marcó seis goles.

### Belén F. C.
Ariel fue transferido a Belén F.C. para disputar el Torneo de Invierno 2012. El 25 de julio, en el Estadio "Fello" Meza, fue su partido de debut como futbolista belemita ante el Club Sport Cartaginés; el resultado terminó con empate a una anotación y Ariel brindó una asistencia a Esteban Sirias. En la fecha 5 disputada el 12 de agosto, el jugador logró su segundo doblete en su carrera, tras marcarlo frente al Santos. El 26 de agosto, consiguió otra anotación en la victoria 2-1 contra el Pérez Zeledón. Su equipo obtuvo dos victorias consecutivas después de vencer 0-2 y 1-0 al Saprissa y Carmelita, respectivamente y con asistencias de Rodríguez. En este encuentro ante los carmelos, el futbolista fue expulsado por recibir dos tarjetas amarillas. Además, este fue el último partido que jugó Ariel en Belén, ya que posteriormente disputaría el resto del torneo con el Deportivo Saprissa.

### Deportivo Saprissa
Debido a la necesidad del entrenador Daniel Casas en traer nuevos refuerzos al equipo, el 10 de septiembre se oficializa la contratación de los futbolistas provenientes de Belén, el lateral izquierdo Michael Barquero y el delantero Ariel Rodríguez. Ambos jugadores firmaron por un período de 3 años (hasta el 2015) y se les asignó las dorsales «29» para Barquero y «14» para Rodríguez.

“Vengo al Saprissa a dar lo mejor de mí y entregarme al máximo para ayudar al equipo en su meta que es ser Campeones, con trabajo, dedicación y entrega quiero ganarme un lugar en el Club y el cariño de la afición más grande de Costa Rica”.
— Ariel Rodríguez. 10 de septiembre de 2012. San José.

El delantero saprissista cumplió una suspensión de dos juegos por recibir dos tarjetas amarillas en su último partido como belemita. Tuvo participación por primera vez en el juego con la edad de 22 años, en la jornada 11 contra Limón, partido que entró como variante y con 9 minutos de actuación. Sin embargo, tuvo muy escasa participación al estar solamente en 5 partidos y en uno quedó en el banquillo, sin ser tomado en cuenta por el entrenador Daniel Casas; tampoco logró estar en las semifinales contra Herediano, y su club fue eliminado por los florenses.
Después de la renuncia de Casas de la dirección técnica del Saprissa, las oportunidades de Ariel para jugar fueron más altas. Anotó oficialmente con el equipo tibaseño frente a San Carlos, partido que también marcó el debut de Ronald González en el banquillo, sin embargo, su club salió derrotado 1-2 en su propio estadio el 13 de enero de 2013, en el Torneo de Verano. Al final de la fase regular, actuó durante 18 juegos, anotando 4 goles. Fue tomado en consideración por el cuerpo técnico para enfrentar las semifinales contra Cartaginés. Marcó un gol en la ida, pero el resultado quedó 1-1; de vuelta el marcador fue 0-0, perdiendo por ventaja deportiva que poseía el rival al estar ubicado de 2° lugar en la tabla.
A mediados de ese año, se llevó a cabo el Torneo de Copa, donde Saprissa inició su camino en octavos de final contra Guanacasteca, acabando con resultados de 0-1 y 3-0, pero con Ariel únicamente en la ida. Luego enfrentó a Uruguay de Coronado por los cuartos del torneo, sin participación de Rodríguez, pero avanzando a la siguiente ronda. Volvieron a enfrentar a Cartaginés, y el futbolista se quedó en el banquillo en el juego de ida, pero en la vuelta, estuvo solamente 9 minutos; los resultados fueron 1-1 y 2-2, forzando la serie a penales y logrando clasificar a la final con el marcador de 7-6. En el último juego contra Carmelita, Ariel estuvo durante 54 minutos y también se llevó a los lanzamientos desde el punto de penal al finalizar el partido 0-0. Saprissa logró la victoria 4-2 y Rodríguez obtuvo su primera copa con el equipo morado.

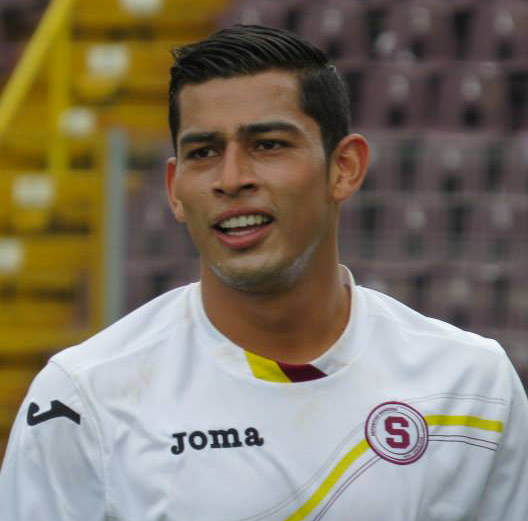
Rodríguez entrenando para Saprissa en octubre de 2013.

Una vez reiniciada la liga nacional, en el Campeonato de Invierno, Ariel anotó en la primera fecha contra Pérez Zeledón. En total, actuó en 15 partidos, marcó 3 goles y en 4 juegos quedó en la suplencia. Sin embargo, una lesión le impidió estar en la fase de semifinales contra Alajuelense; serie que acabó 1-0, en ambos encuentros (ida y vuelta), avanzando los manudos por ventaja deportiva.
Para el Torneo de Verano 2014, las oportunidades de Ariel en el terreno de juego se incrementaron, teniendo 17 partidos jugados en la fase regular, y 5 en el banquillo; además, hizo 7 goles. Fue tomado en cuenta por el entrenador Rónald González para enfrentar la fase final, ya que su equipo logró finalizar de 1° lugar en la tabla, jugando contra el 4° que fue la Universidad de Costa Rica. En el juego de ida, terminó 2-2, y Ariel jugó 13 minutos; luego en la vuelta, estuvo por 16 minutos, con marcador de 2-0, avanzando Saprissa a la final, por primera vez desde hace 4 años. En el partido de ida de la final, se disputó el Clásico Nacional contra Alajuelense, donde Rodríguez quedó en el banquillo y el resultado fue 0-0, jugando de visitante. Para el partido de vuelta, tras una intensa lluvia, Ariel tuvo la oportunidad de entrar de variante y participar por 24 minutos. El marcador finalizó 1-0 a favor de los morados, gracias a la anotación de su compañero Hansell Arauz, obteniendo así su primera estrella como campeón y la histórica «Treinta» para la institución.
Durante el mes de julio se realizó la Copa Popular, la cual su equipo enfrentó en la fase de grupos a Cariari, a Santos y a Limón, con resultados de 0-7 (y dos goles de Rodríguez), 4-2 (también anotando 2 goles) y 2-4, respectivamente; pero Ariel sólo estuvo en los dos primeros juegos con participación en los 90 minutos. En las semifinales, enfrentó al Herediano, de visitante en la ida, con empate 1-1; en la vuelta en el Estadio Nacional también se repitió el resultado, llevando la serie a penales y ganando su club 6-5. La final la disputó contra Cartaginés, y Ariel marcó el primer gol del juego al minuto 11', luego su compañero David Ramírez amplió la ventaja 0-2, sin embargo, su rival le dio vuelta al marcador y terminó 3-2, obteniendo el subcampeonato de la competición y el título de máximo goleador con 5 anotaciones.
El Campeonato de Invierno dio inicio y su equipo tenía otra responsabilidad de enfrentar la Concacaf Liga de Campeones. En el torneo local, Ariel jugó 18 partidos de la fase regular, 1 en el banquillo y con 7 goles marcados. Luego, hizo su debut en la liga regional el 6 de agosto, enfrentando al Real Estelí en el Estadio Independencia de Nicaragua. Rodríguez entró como sustitución por Carlos Saucedo al minuto 62', y tres más tarde, igualó para su equipo 1-1, finalizando el juego en empate. Luego, disputó otra vez pero en el Estadio Nacional contra el club nicaragüense, donde anotó 3 goles y dándole la primera victoria a Saprissa. Luego, el conjunto morado visitó al Sporting Kansas City, partido en el cual su equipo salió derrotado 3-1, lo que provocó la salida de Rónald González del banquillo tibaseño. Después, le encomendaron la tarea al gerente deportivo Jeaustin Campos de intentar clasificar a la siguiente ronda de la competición. El 23 de octubre, en el Estadio Ricardo Saprissa, volvieron a enfrentar al Kansas, acabando con el marcador de 2-0 a favor de los morados. Ariel jugó 70 minutos y anotó el segundo gol que les dio el pase a cuartos de final. Volviendo con el campeonato doméstico, Saprissa logra clasificar de 4° lugar en la tabla, enfrentando al 1° que fue Alajuelense. El partido de ida, finalizó con victoria 1-0, con Rodríguez durante los 90 minutos, al igual que en el juego de vuelta, donde acabó en empate 1-1, logrando así estar en la segunda final consecutiva. El siguiente rival fue Herediano; en la ida Ariel anotó y su equipo salió victorioso con el marcador de 4-2; al final, en la vuelta, Rodríguez quedó en el banquillo. No obstante, el resultado quedó 1-1 y 5-3 en el global, saliendo campeones y el jugador consiguió su segunda estrella, y la «31» para Saprissa.

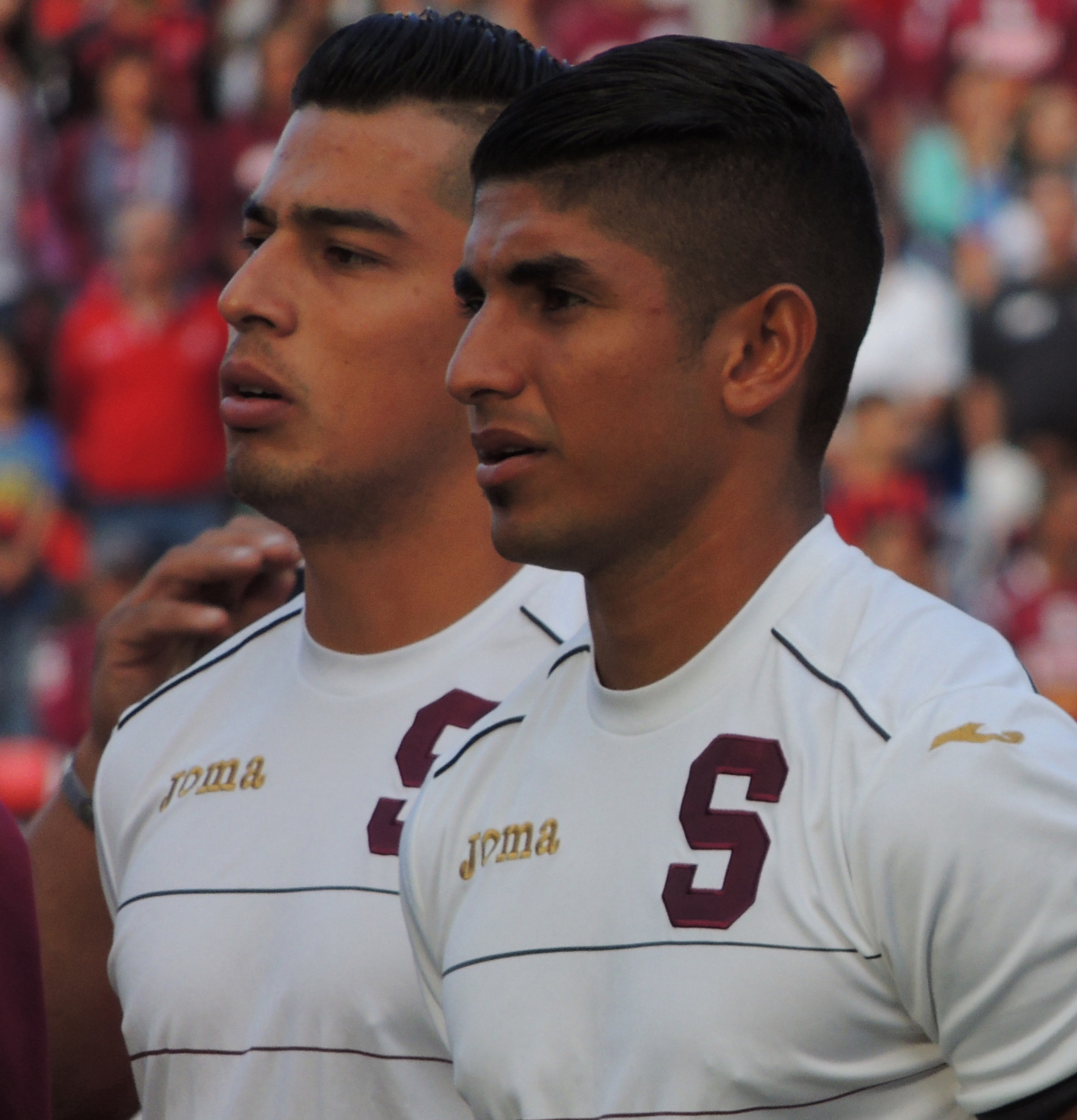
Ariel (izquierda) junto a Juan Bustos (derecha) en enero de 2015.

El 18 de enero de 2015 comenzó el Campeonato de Verano; su club inició la defensa del título con aspiraciones al tricampeonato, enfrentando a AS Puma en el Estadio Ricardo Saprissa con una asistencia de 8.628 espectadores. En el minuto 15', Rodríguez marcó su primer gol del torneo y el primero del equipo; este partido se vio influenciado por la polémica arbitral tras una jugada de su compañero David Guzmán dentro del área, donde al minuto 30' fue expulsado de manera injusta y el central Keylor Herrera señaló un penal que posteriormente acabaría en anotación para los generaleños. Sin embargo, el encuentro finalizó con victoria 3-2; Ariel salió como variante por Néstor Monge. Con la llegada del futbolista proveniente del Uruguay de Coronado Jonathan Moya, Rodríguez constantemente fue relegado al banquillo y en oportunidades no aparecía en la convocatoria del director técnico Jeaustin Campos. El 25 de febrero, regresó la competición regional de la Concacaf y el Saprissa enfrentó al Club América de México por los cuartos de final. En el partido de ida, Rodríguez apareció con bastantes tiros a marco, y en uno de ellos rebotó en el poste del guardameta Moisés Muñoz; sus compañeros también tuvieron oportunidades de anotar, pero fueron desperdiciadas. Faltando poco más de diez minutos para acabar el encuentro, el equipo rival marcó tres anotaciones, ganando 0-3. Ariel participó todo el partido y recibió tarjeta amarilla al minuto 31'. El 4 de marzo, se llevó a cabo el partido de vuelta en el Estadio Azteca, pero las posibilidades de avanzar a la siguiente ronda fueron casi nulas. Ariel no fue convocado, los tibaseños obtuvieron una nueva derrota con marcador de 2-0 y el global fue de 5-0, por lo que quedaron eliminados. Cuatro días luego, el 8 de marzo, el futbolista anotó el primer doblete del torneo local contra Carmelita, resultado que finalizó 4-0. El 22 de marzo, en el Estadio Nacional, Rodríguez hizo su primer Hat-trick al marcarlo frente al Santos de Guápiles. Su último gol del campeonato de dio el 5 de abril ante el Pérez Zeledón; encuentro que terminó con victoria 1-3. Al final de la fase de clasificación, su equipo entró de primer lugar en la tabla de posiciones, por lo tanto, llegó a la siguiente ronda del torneo. El 10 de mayo, se disputó el partido de ida de las semifinales, en el cual se dio el Clásico costarricense contra Alajuelense en el Estadio Morera Soto. Ariel participó los 90 minutos, sin embargo, el resultado fue de 2-0, con derrota debido al doblete de Jonathan McDonald en los minutos 21' y 39'. El futbolista quedó en la suplencia tres días después, fecha que se realizó el juego de vuelta; su compañero Deyver Vega hizo la única anotación para la victoria 1-0, pero fue insuficiente para empatar la serie, ya que el marcador global terminó 1-2. De esta manera, finalizó la temporada de Ariel Rodríguez, contabilizando 47 partidos jugados, 5 de ellos fueron en Copa, 5 de Liga de Campeones y 37 por campeonato nacional. Marcó 25 goles en total y aportó 4 asistencias. Semanas después, se realizó la ceremonia de los Premios FPD donde quedó nominado en la categoría de Mejor jugador, junto con 21 candidatos más, tras cumplir los requisitos de haber participado en más de 22 partidos, por su nivel futbolístico e importancia para el equipo; el ganador fue Elías Aguilar del Herediano.
El 8 de julio inició el Torneo de Copa 2015; aunque su equipo tuvo muchas bajas en la planilla por motivos de la Selección, enfrentó esta competición con una escuadra alternativa. La 1.ª Fase se disputó contra Guanacasteca en el Estadio Edgardo Baltodano de Liberia, y Rodríguez participó los 90 minutos en el triunfo 1-2. El 12 de julio se produjo el juego de la 2.ª Fase ante Pérez Zeledón; tras un empate 0-0 se llevó a cabo los lanzamientos desde el punto de penal para determinar al ganador. Ariel hizo el quinto tiro, pero su equipo perdió con el resultado de 5-6. Con esta derrota, el Saprissa quedó eliminado.
Su primer partido en el Campeonato de Invierno se desarrolló el 2 de agosto de 2015, donde su equipo enfrentó a Belén F.C. y jugando de visitante en el Estadio Rosabal Cordero. Su compañero Deyver Vega marcó la primera anotación al minuto 9', y posteriormente, al minuto 15', Ariel anotó para darle la victoria al Saprissa, con marcador de 0-2. Su segundo encuentro disputado fue el 9 de agosto, nuevamente contra un exequipo, ante el Santos de Guápiles. En este partido se inauguró la gramilla natural del Estadio Ricardo Saprissa; Rodríguez consiguió su primer doblete de la temporada al marcar en los minutos 39' y 43'. Sin embargo, el equipo rival logró la igualdad en el marcador para que el juego terminara en empate 2-2. Por tercer encuentro consecutivo, Ariel volvió a anotar, siendo esta vez contra Carmelita en el Estadio Morera Soto, con victoria 0-3. El 16 de agosto terminó su racha, al empatar su equipo 0-0 contra el Herediano. Cuatro días después, haría su debut en la Concacaf Liga de Campeones, enfrentando al W Connection de Trinidad y Tobago. Durante el desarrollo del juego, tuvo innumerables oportunidades de conseguir una anotación, incluso falló un penal al minuto 90', pero su equipo salió victorioso con el resultado de 4-0. El 23 de agosto, fue relegado al banquillo frente al Pérez Zeledón, para un descanso, y para preparación de cara al partido ante el Santos Laguna de dos días después. El juego contra el equipo mexicano, su club empezó perdiendo; luego su compañero Marvin Angulo marcó para el empate mediante un tiro libre, y por último, un gol en propia de Néstor Araujo al minuto 77, le dio la victoria 2-1. Ariel participó 71 minutos. Rodríguez no pudo lograr la anotación frente a Uruguay de Coronado y Alajuelense, partidos en los cuales su club perdió 2-0 y 1-2, respectivamente. El 16 de septiembre, se produjo una nueva derrota, la primera en la competición regional, con marcador de 2-1 ante el equipo trinitario. Esto repercutió en la rescisión de los contratos de Jeaustin Campos y José Giacone del banquillo morado. Días posteriores se nombró al exfutbolista Douglas Sequeira como el entrenador interino. El 20 de septiembre, Ariel se reencontró con el gol al marcar su segundo doblete contra Limón, finalizando con un triunfo 3-0. Un mes después, se confirmó la eliminación de su equipo del torneo de la Concacaf, al salir derrotados 6-1 frente al Santos Laguna, en el Estadio Corona. El 25 de octubre, volvió a anotar dos goles, en la goleada 5-0 al Pérez Zeledón. Al día siguiente, Carlos Watson fue presentado como el nuevo entrenador interino. El 28 de octubre, se dio su primer Hat-trick al marcarle tres goles al Uruguay de Coronado. El 1 de noviembre, su equipo enfrentó al Cartaginés, y el futbolista hizo dos anotaciones, con asistencias de Christian Bolaños; partido que finalizó con empate 3-3 en el Estadio "Fello" Meza. Tres días después, marcó un gol de larga distancia a la Universidad de Costa Rica, sorprendiendo al guardameta y a los defensores del equipo rival; el resultado acabó 1-0. Su racha de ocho goles en cuatro partidos se terminó en el Clásico costarricense, donde su club perdió 1-0 contra Alajuelense. Sin embargo, logró anotar dos goles, nuevamente frente al Santos de Guápiles, en el Estadio Ebal Rodríguez, con triunfo 0-4. La situación se repetiría el 25 de noviembre, cuando obtuvo otro doblete contra Carmelita, esta vez con victoria 3-0. Cuatro días después, su club perdió 2-3 contra el Cartaginés; Ariel no pudo marcar en este partido. El 2 de diciembre, en jornada de reposición de la fecha 12 frente a Belén, el jugador recibió su quinta tarjeta amarilla, por lo que se perdió el encuentro ante Limón en el Estadio Juan Gobán. Regresó en la última jornada de la fase de clasificación contra Liberia, y marcó una vez más un doblete en los minutos 46' y 58'. En el segundo gol conseguido, recorrió una distancia de 60,3 metros tras un contraataque del equipo morado, sacó a dos defensores liberianos de la marcación y definió de manera extraordinaria por encima del portero; el resultado definitivo fue de 5-0 y asegurando el tercer lugar de la tabla de posiciones, por lo que su club selló el pase hacia la siguiente ronda del torneo. Además, el jugador impuso un nuevo récord de anotaciones en el histórico de la modalidad de torneos cortos, después de haber obtenido la cifra de veinte goles y superando los dieciocho que había logrado Cristhian Lagos en el Invierno 2012.

“Es importante lo que conseguí, me siento contento, pero lo que me deja más satisfecho es que el equipo mostró que hay una gran actitud para lo que viene. Todo lo individual es secundario, porque lo primero en lo que se tiene que pensar es en Saprissa”.
— Ariel Rodríguez. 9 de diciembre de 2015. San José.

El 13 de diciembre, se llevó a cabo el partido de ida de las semifinales y su equipo enfrentó al Herediano; el jugador permaneció en todo el encuentro y recibió tarjeta amarilla al minuto 28'. Esta primera serie se desarrolló en el Estadio Ricardo Saprissa y terminó con triunfo 3-0 a favor de los tibaseños. El juego de vuelta se disputó en el Estadio Rosabal Cordero el 17 de diciembre; a pesar de la derrota con cifras de 2-0, su club logró avanzar por el marcador global de 2-3. Tres días después, se dio el primer partido de la final y jugando como local en el clásico costarricense ante Alajuelense; el resultado terminó 2-0 para los morados con anotaciones de su compañero Francisco Calvo. En la final de vuelta, fue amonestado a los 45 segundos después de haber iniciado el juego y salió de cambio por David Ramírez en el segundo tiempo; el marcador finalizó 1-2 con victoria y 1-4 en el global, por lo que ganaron el campeonato «32» en la historia del club y el tercero personal de Ariel, quien además se adjudicó como el máximo anotador del torneo. Estadísticamente, logró participar en 23 juegos, incluyendo las fases finales de ida y vuelta, solo se perdió un partido por acumulación de tarjetas amarillas y en dos veces quedó en la suplencia. Los veinte goles que marcó significaron un 45% de las anotaciones a favor del club. El 4 de marzo de 2016, el Círculo de Locutores y Periodistas Deportivos galardonó a Rodríguez en lo mejor del deporte costarricense de 2015, por su gran labor realizada en la competición anterior. El 25 de mayo, en la ceremonia de los Premios FPD, el atacante fue galardonado con la distinción de goleador del Invierno 2015.

### Bangkok Glass F. C.

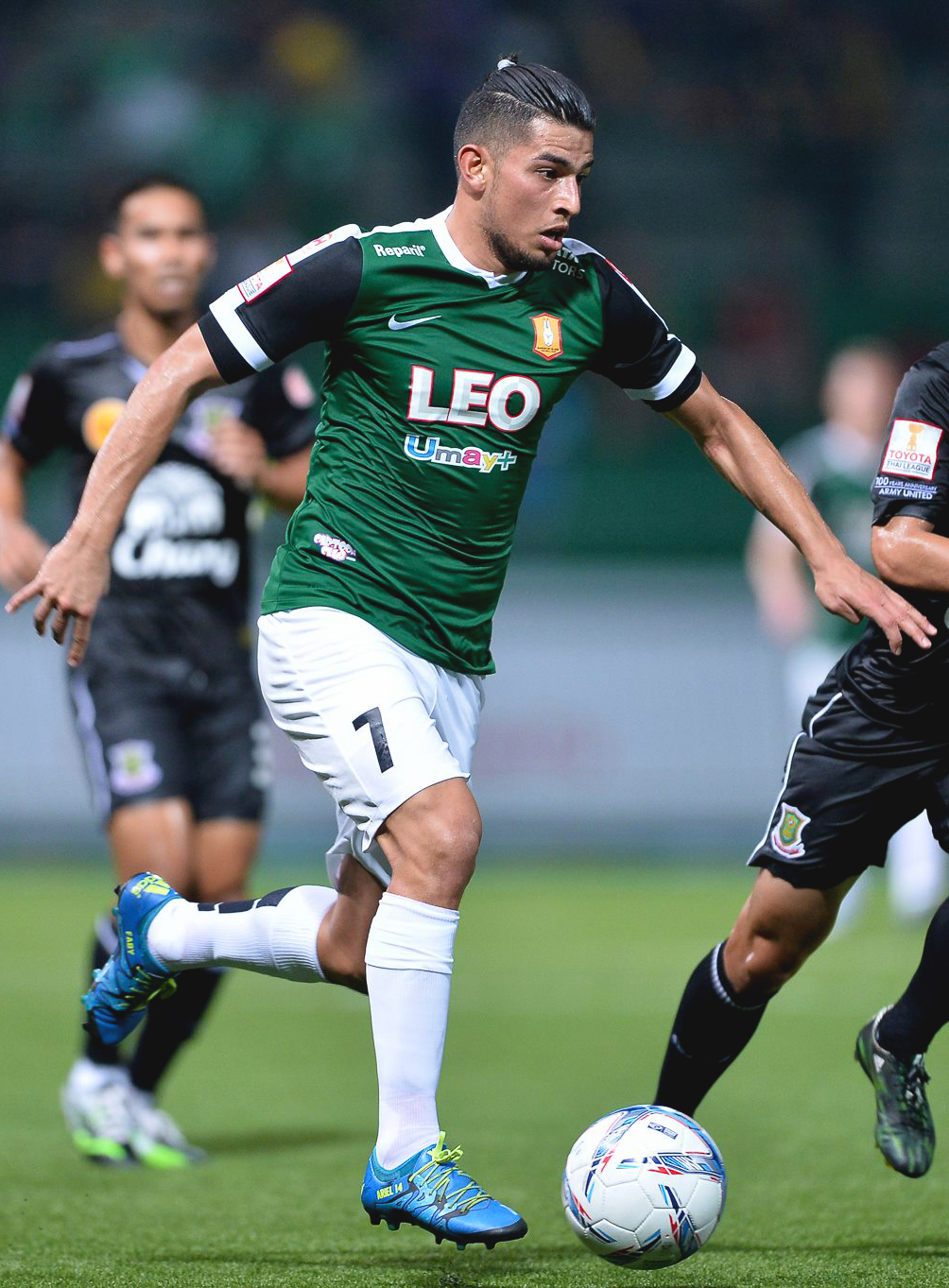
Ariel Rodríguez jugando para el Bangkok Glass en 2016.

El 6 de enero de 2016, el club tailandés Bangkok Glass F.C. presentó su interés en el jugador y buscó firmarlo para los próximos dos años. En la página oficial del equipo, se anunció que presentaron la oferta en respuesta de lo que decidiera Ariel. Finalmente, aceptó y viajó al país sureste de Asia. El 14 de enero fue presentado oficialmente con la dorsal «7» y además realizó las pruebas médicas correspondientes. Dos semanas después, específicamente el 30 de enero, ganó su primer título de carácter amistoso contra el Cerezo Osaka de la Segunda División de Japón; el delantero ingresó al minuto 73' por Darko Tasevski y el resultado terminó 1-0. El 9 de febrero marcó su primer tanto en un partido de pretemporada, ante el Chiangrai United; el jugador aprovechó un descuido defensivo de su rival y favoreció a la victoria de su equipo 2-1. Dos días después obtuvo su primer Hat-Trick en el fútbol tailandés, al realizar tres anotaciones en los minutos 25', 38' y 50' contra el Port F.C.; con esta colaboración de Rodríguez, los Conejos de Vidrio lograron el triunfo con cifras de goleada 7-3. Su racha se amplió nuevamente el 14 de febrero, por medio de un disparo cruzado ante el asedio de los defensores y la salida del guardameta del Muangthong United. Con este gol conseguido, igualó el marcador para el empate 1-1, por lo que el ganador de la LEO Pre-Season Cup se definió por los lanzamientos desde el punto de penal. Ariel cobró exitosamente el segundo tiro, pero su equipo sufrió una pérdida de 5-4.
El 6 de marzo debutó oficialmente en la Liga Premier de Tailandia, en el Leo Stadium frente al Osotspa Samut Prakan por la primera fecha. Marcó su primer doblete de la temporada a los minutos 23' y 79', para la victoria 4-1 a favor de su club. Al día siguiente, el atacante apareció en el once ideal de la jornada según la página «Goal.com», junto con dos compañeros de equipo. Perdió su primer partido de liga el 9 de marzo, en la visita contra el Muangthong United, con marcador de 2-0. Ariel fue titular los 90 minutos. Cuatro días después consiguió nuevamente un tanto al concretarlo ante el Army United al minuto 19'. Rodríguez aprovechó el despeje del guardameta rival para lograr el gol mediante un cabezazo, y su compañero Surachat Sareepim amplió el resultado para el triunfo 2-0. El 16 de marzo, se llevó a cabo la cuarta jornada de liga contra el Chainat Hornbill en el Khao Plong Stadium; el delantero brindó dos asistencias a sus compañeros Toti y Bodin Phala para dos tantos en el encuentro, luego el conjunto de los Hornbills igualaron las cifras en el marcador, pero el equipo de Ariel logró un gol adicional para la victoria de 2-3. Cuando transcurrían 93 minutos de juego, el futbolista salió expulsado por doble acumulación de tarjetas amarillas. Cumplió su juego de suspensión contra el Nakhon Ratchasima, el cual terminó 1-2 a favor de su club. Regresó el 3 de abril a la titularidad, en el partido de local frente al BEC Tero Sasana, y anotó el tercer gol del compromiso al minuto 58', para la victoria de 5-1. El 10 de abril debutó en la Copa de Tailandia, en el juego en condición de visitante ante el Yala United. Consiguió su primer tanto del torneo al minuto 64', mediante un lanzamiento de penal; el resultado fue de 1-2 a favor de su club y avanzando así a la siguiente fase. El 23 de abril tuvo su segunda pérdida en la liga contra el Ratchaburi; el delantero marcó un doblete, pero fue insuficiente para el marcador final. Cuatro días después, realizó de nuevo un doblete, en la visita frente al Chiangrai United; a pesar de iniciar perdiendo, Rodríguez igualó para su equipo mediante un penal al minuto 30', y siete más tarde dio la ventaja de 1-2, la cual se amplió a un gol más cuando el partido estuvo por terminar, donde su compañero Peerapong Pichitchotirat aprovechó una asistencia de Ariel para colocar el definitivo 1-3. El 30 de abril logró su novena anotación de la temporada al efectuarla ante el Navy. El 7 de mayo, los Conejos de Vidrio salieron con una derrota de 0-1 contra el Bangkok United. Cuatro días posteriores, el delantero acumuló otro tanto; en esta oportunidad frente al Sisaket, en la victoria 3-1. Durante dos jornadas consecutivas, su club salió con pérdidas de 2-1 y 0-2 frente al Chonburi y Buriram United, respectivamente. Luego no estuvo presente en la victoria sobre el Suphanburi. El 8 de junio no fue convocado por lesión, en el juego ante el Port por la segunda ronda de la Copa, el cual finalizó en derrota de 1-0. Con este resultado, su club quedó eliminado de la competición. El 11 de junio no apareció nuevamente en el triunfo de 2-1 contra el Sukhothai. El 15 de junio regresó a la acción en la primera fase de la Copa FA de Tailandia, donde falló una opción de anotar frente al guardameta del Bangkok Christian College; el marcador fue de goleada 6-0. El 19 de junio retornó a la competencia liguera, en la fecha 16 contra el Pattaya United, donde su club perdió con marcador de 2-1. Tres días después hizo tantos frente al BBCU, en la victoria de 3-1. El 25 de junio estuvo en el nuevo triunfo, esta vez con cifras de 1-2 ante el Samut Prakan. El 29 de junio volvió a anotar, pero fue insuficiente en la derrota de local 1-2 sobre el Muangthong United. El 2 de julio se presentó el primer empate para su equipo, de visitante contra el Army United; el resultado fue de 0-0. El 9 de julio fue partícipe de la victoria de 2-1 ante el Nakhon Ratchasima. Cuatro días después dio inicio la segunda ronda de la Copa FA tailandesa, en la que los Conejos de Vidrio hicieron frente al Chiangrai United en el United Stadium. El delantero participó y su club perdió 2-1, quedando eliminados. El 16 de julio, en la visita al 72nd Anniversary Stadium contra el BEC Tero Sasana, Ariel marcó el tercer gol del compromiso al minuto 60', donde el resultado definitivo fue de goleada 1-4. Cuatro días más tarde, el atacante aportó otro gol más, en el triunfo de 3-0 sobre el Ratchaburi. El 24 de julio dio una asistencia a uno de sus compañeros, en el juego ante el Chiangrai, el cual culminó en victoria de 3-1. El 31 de julio estuvo en la pérdida de 1-0 frente al Navy, lo que repercutió en el despido del entrenador Anurak Srikerd. Al día siguiente, la dirigencia nombró al australiano Aurelio Vidmar como el nuevo estratega. El delantero no fue tomado en consideración el 6 de agosto, en la fecha 26 contra el Bangkok United; encuentro en el cual su club salió derrotado con marcador de 4-2. El 13 de agosto volvió a aparecer con otro gol, siendo esta vez sobre el Sisaket. No obstante, el empate de 3-3 decidió el partido. Una semana después participó en el nuevo empate, de local contra el Chonburi. El resultado fue de 1-1. Rodríguez en las jornadas 29 y 30 marcó un gol a los adversarios de Buriram United y Suphanburi, juegos que culminaron en derrota de 2-1 y victoria de 3-1, respectivamente. El 24 de septiembre, Ariel concretó una anotación sobre el Sukhothai al minuto 79', para el triunfo definitivo de 0-1. El 13 de octubre, el rey de Tailandia Bhumibol Adulyadej falleció y muchas actividades en ese país fueron canceladas, entre ellas el campeonato de liga, al cual le restaban tres jornadas. Por tal motivo, Rodríguez terminó su primera temporada al contabilizar 19 goles en 27 partidos, colocándose como el tercer mejor anotador del torneo. Por otro lado, su equipo alcanzó la tercera posición con 57 puntos, pero no logró clasificar a la zona de competiciones asiáticas. Adicionalmente, Ariel concretó dos goles en los certámenes de copa.
El 11 de febrero de 2017 fue la jornada de inicio de la temporada de liga tailandesa, en la cual su conjunto enfrentó al Muangthong United en condición de local. Ariel completó la totalidad de los minutos en la derrota con cifras de goleada 0-4. En la tercera fecha del 24 de febrero, el delantero concretó sus primeros dos goles en la competencia, a los minutos 67' y 70' para la victoria de 6-0 sobre el Sisaket. Además aportó una asistencia a su compañero español Toti. Una semana después, hizo la segunda anotación del compromiso ante el Ratchaburi, para que este concluyera 3-2 a favor de su club. Rodríguez se reencontró con el gol hasta el 3 de abril, donde se lo marcó al Navy. El 22 de abril fue fundamental en su equipo para el único tanto del triunfo 0-1 contra el Ubon UMT United, esto al minuto 32'. En la primera ronda de la Copa FA de Tailandia, disputada el 21 de junio, su grupo tuvo como adversario al Pibulsongkram Rajabhat University como local en el Leo Stadium. Por su parte, el atacante fue partícipe durante 76 minutos y realizó uno de los goles para la victoria abultada con resultado de 6-0. El 8 de noviembre realizó su última anotación de la temporada ante el Pattaya United. Ariel terminó el año deportivo con veintiún presencias en liga y dos en copa, para obtener la cifra de siete goles en total y tres asistencias.

### Deportivo Saprissa
A inicios del año 2018, Ariel manifestó su deseo de salir de Tailandia —consiguiendo el permiso de irse a préstamo— en busca de más regularidad en otro club, y brevedad al momento de competir —ya que la liga tailandesa comienza en marzo—, para estar más referenciado y considerado una opción por parte del cuerpo técnico de la selección, de cara al Mundial de Rusia de ese año. Aunque tuvo una oferta importante de Corea del Sur, el atacante prefirió volver a un equipo de Costa Rica. Dentro de sus alternativas fue ofertado por el Deportivo Saprissa y Alajuelense, este último con una mejor condición económica que inclusive superaba al del conjunto saprissista, pero Rodríguez desistió el ofrecimiento debido a que no planeaba enemistarse con la afición morada. Tras varios días de espera, el 15 de enero se confirma la incorporación y retorno del delantero en Saprissa, hasta el 30 de junio como cedido. Su presentación y primera práctica con el grupo se dio el 18 de enero, ante unas 3 000 personas en el Estadio Ricardo Saprissa.
Con Vladimir Quesada como el entrenador, Ariel fue convocado en el partido del 31 de enero contra la Universidad de Costa Rica, de visita en el Estadio "Cuty" Monge, esto por la octava fecha del Torneo de Clausura. Aguardó desde la suplencia, y debutó oficialmente tras ingresar de cambio al minuto 73' por David Ramírez, portando la dorsal «17» en su camiseta. El resultado acabó en derrota ajustada por 1-0. Marcó su primer gol el 18 de febrero sobre Liberia, al minuto 2' y que significó el triunfo 1-0. Rodríguez fue el encargado de poner el único tanto de los morados en la derrota 1-5, por la ida de los octavos de final de la Liga de Campeones de la Concacaf, ante el América de México. Convirtió su segunda anotación en el torneo doméstico el 18 de abril, por la vía del penal contra Limón para acabar con su sequía de dos meses sin marcar en dicha competición. Poco después, puso uno de los tantos en el empate agónico 3-3 en el clásico frente a Alajuelense. El 2 de mayo materializó el primer doblete de la temporada sobre el Santos de Guápiles para dar con la victoria por 4-2. En tan solo cuatro días posteriores y con un Ariel enrachado, logró poner una asistencia de «taquito» a Daniel Colindres y otro gol ante los guapileños en el triunfo de 0-3 en el Estadio Ebal Rodríguez. El 9 de mayo volvió a convertir un tanto siendo de cabeza contra Herediano. El 20 de mayo se proclama campeón del torneo con su club tras vencer a los heredianos en la tanda de penales. El delantero sumó un total de veinte apariciones, marcó siete goles y dio una asistencia. El 23 de mayo se anunció su salida del equipo debido a la finalización del préstamo.

### Bangkok Glass F. C.
Rodríguez jugó su primer partido de la Liga de Tailandia 2018 el 9 de junio, de local en el Leo Stadium contra el Buriram United. El delantero ingresó de relevo por Peerapong Pichitchotirat al minuto 52' y el marcador acabó en derrota por 1-2. Se destapó con un triplete el 1 de julio sobre el Chonburi para la victoria por goleada de 7-4. El 20 de octubre perdió la oportunidad de empatar el juego de la final de la Copa de la Liga, al último minuto frente al Chiangrai United. El cotejo terminó en pérdida de 1-0 lo que hizo que su club se quedara con el subcampeonato. Finalizó la temporada con veintidós apariciones y ocho goles concretados en todas las competencias. El Bangkok Glass descendió a la segunda categoría de liga.

### PTT Rayong F. C.
El 23 de noviembre de 2018, Ariel cambió de equipo debido al descenso del Bangkok Glass, firmando por un año en condición de préstamo con el Rayong.
Su debut oficial se produjo el 23 de febrero de 2019, en el inicio de la Liga de Tailandia ante el Nakhon Ratchasima, donde completó la totalidad de los minutos en la derrota de 0-1. El 31 de marzo fue protagonista al aportar una asistencia y un gol para la victoria de 1-2 de visita sobre el Chainat Hornbill. En la temporada convirtió dos dobletes contra el Muangthong United y Trat. Sumó veintidós apariciones en la liga con nueve anotaciones en total. El 24 de octubre confirmó que su contrato con el Bangkok, dueño de su ficha, llegó a su fin por lo que quedó como agente libre.

### Deportivo Saprissa
El 29 de diciembre de 2019, se confirmó oficialmente su firma de contrato en el Deportivo Saprissa, por un periodo de cuatro torneos cortos.
Jugó la primera fecha del Torneo de Clausura 2020 el 11 de enero frente a San Carlos en el Estadio Carlos Ugalde. Inicialmente iba a estar en el banquillo, pero debido a un problema de inscripción de su compañero David Ramírez, Ariel fue quien le sustituyó minutos antes del compromiso. El delantero alcanzó la totalidad de los minutos con la dorsal «77», y el marcador terminó en victoria por 0-1. El 12 de febrero logró anotar en la campaña sobre Jicaral al minuto 62', que sentenció el triunfo por 0-3. El 19 de febrero vino desde la suplencia en la ida de octavos de final de la Liga de Campeones, puso una asistencia y marcó el gol del empate 2-2 sobre el Montreal Impact al minuto 89'. El 1 de marzo hizo su segundo tanto frente a San Carlos en la victoria de local por 5-3. El 31 de mayo hizo un doblete para ayudar a su equipo a igualar el partido 2-2 contra Alajuelense. El 3 de junio le anotó a Jicaral en condición de local. El 14 de junio convirtió uno de los goles de la victoria sobre el Cartaginés por la semifinal de ida. El 24 de junio se encargó de abrir la cuenta de anotaciones en la final de ida contra Alajuelense, tras aprovechar un despeje del guardameta al minuto 11'. El 29 de junio salió expulsado al comienzo de la segunda mitad en el duelo de vuelta, donde a su vez pudo alzarse con el cetro de campeón. El jugador obtuvo veintidós apariciones y colaboró con siete goles.

### Ho Chi Minh City F. C.
El 4 de agosto de 2020, Ariel fue presentado como nuevo jugador del Ho Chi Minh City de Vietnam, junto al también costarricense José Guillermo Ortiz. Debutó en la V.League 1 el 26 de septiembre anotándole al Nam Định, para el primer gol del triunfo de local por 5-1. Para esta parte de la temporada, el delantero alcanzó ocho participaciones y concretó tres goles. El 4 de diciembre se oficializa su desvinculación del club.

### Deportivo Saprissa
El 17 de diciembre de 2020, Rodríguez fue oficializado nuevamente como refuerzo del Deportivo Saprissa con un contrato de dos años y medio.
Debuta en la primera jornada del Torneo de Clausura 2021 el 13 de enero, como titular en el empate sin goles frente a Grecia. Tres días después consiguió su primer gol de la campaña, que le sirvió para igualar el marcador por 2-2 ante Jicaral. El 22 de enero anota el segundo gol de su equipo para la victoria 5-0 sobre el Arcahaie, por las semifinales de la Liga Concacaf. El 27 de enero hizo un doblete —un gol de penal y otro de cabeza— en el triunfo de local por goleada 4-0 contra Sporting. Cuatro días después anotó nuevamente, esta vez sobre el Cartaginés. El 7 de febrero fue dado de baja por lesión, confirmándose un desgarro grado dos que sufrió en la final de Liga Concacaf contra Alajuelense. El 16 de febrero quedó habilitado tras superar la lesión. Regresó el 3 de marzo al sustituir a Jimmy Marín en el duelo de local frente a San Carlos (1-1). El 25 de abril vino desde el banquillo y se reencontró con la anotación al minuto 76' contra el Herediano, cuyo tanto le permitió igualar las cifras transitoriamente. En la última fecha de la clasificación, Saprissa terminó accediendo a un puesto a la siguiente ronda de cuarto lugar. El 16 de mayo enfrentó a Alajuelense por la semifinal de ida, donde se dio la victoria por 4-3 y Ariel salió expulsado por acumulación de tarjetas amarillas. Se perdió el juego de vuelta en el que prevaleció el empate por 2-2. El 23 de mayo puso una asistencia en el gol de Michael Barrantes en el triunfo 3-2 sobre el Herediano por la final de ida, mientras que el 26 de mayo anotó el tanto al minuto 12' que sentenció la serie y el 0-1 en la vuelta. Ariel consiguió nuevamente un título con los morados y en esta competencia alcanzó quince participaciones, hizo seis anotaciones y puso un pase a gol.
Inició su participación en la temporada a partir de la segunda fecha del Torneo de Apertura 2021 el 30 de julio, jugando los últimos dieciséis minutos de la victoria de visita 0-3 sobre Pérez Zeledón. El 4 de agosto conquistó el título de la Supercopa luego de que su equipo venciera de forma contundente a Alajuelense por 4-1 en el Estadio Nacional. El 14 de agosto marcó el gol del triunfo de 1-0 ante Grecia en la reposición del segundo tiempo. El conjunto morado finalizó la competencia con el subcampeonato. Rodríguez contabilizó catorce presencias, convirtió un gol y tuvo 411 minutos de acción.
El 16 de enero de 2022, enfrentó su primer partido por el Torneo de Clausura, en el compromiso que cayó su equipo por 1-2 de local contra San Carlos. El jugador gozó de 45 minutos de acción y salió de cambio en el entretiempo por Andy Reyes. Convirtió su primer gol de la campaña el 27 de febrero sobre Guadalupe que significó el triunfo por 2-1. El 13 de marzo anotó de penal en la última jugada del partido ante Guanacasteca, para dar el triunfo a domicilio por 1-2. El 1 de mayo fue determinante al concretar un doblete que permitió la victoria 2-1 del cuadro morado sobre el Pérez Zeledón. El 7 de mayo abrió la cuenta de anotaciones del triunfo 3-1 ante Jicaral. Ariel llegó a 90 goles en la primera división igualando con esta cantidad a su padre Erick.

## Selección nacional
Rodríguez, por su buen momento que atravesó en el Campeonato de Invierno 2015 con el Deportivo Saprissa, fue convocado por el entrenador de la selección costarricense Óscar Ramírez, para disputar los dos primeros juegos eliminatorios de la Concacaf hacia Rusia 2018. Este fue el primer llamado a Ariel en toda su carrera para conformar la escuadra Tricolor. El primer encuentro desarrollado el 13 de noviembre, su selección enfrentó a Haití, en el Estadio Nacional, donde obtuvo la victoria 1-0. El futbolista permaneció en el banquillo, de igual manera en el segundo partido ante Panamá, en el Estadio Rommel Fernández. Su país volvió a triunfar, siendo esta vez con marcador de 1-2. El 17 de marzo de 2016, fue anunciado en conferencia de prensa, el llamado del delantero para afrontar los siguientes dos juegos de la cuadrangular, ambos contra Jamaica a finales del mes. El día anterior, su club el Bangkok Glass emitió un comunicado oficializando el llamado de Rodríguez, quien debió viajar una distancia de 17.300 kilómetros (más de 24 horas con 39 minutos de vuelo), para integrarse a la selección. El primer partido se realizó en el Estadio Nacional de Kingston el 25 de marzo. El jugador permaneció en la suplencia y no fue tomado en consideración para alguna variante; el resultado terminó empatado a una anotación. La misma situación se repitió cuatro días después para el futbolista en territorio costarricense. A diferencia de la conclusión del juego anterior, su país ganó esta vez con marcador de 3-0 sobre los jamaiquinos, y afianzándose en el primer puesto con 10 unidades del grupo B.
El 2 de mayo de 2016, el entrenador de la selección costarricense dio la lista preliminar de 40 futbolistas que fueron considerados para afrontar la Copa América Centenario, donde Ariel apareció en la misma. El 16 de mayo se confirmó la nómina definitiva que viajará a Estados Unidos, país organizador del evento, en la cual Rodríguez quedó dentro de los seleccionados. El 27 de mayo se llevó a cabo el juego de preparación previo a la copa, en la que su país enfrentó a Venezuela en el Estadio Nacional; Ariel hizo su debut al inicio del segundo tiempo con la dorsal «20», e ingresó de cambio por Álvaro Saborío. Al minuto 49', Rodríguez anotó su primer gol como internacional, el cual significó la victoria de 2-1. Durante el entrenamiento del 30 de mayo, el atacante sufrió de un tirón y, mediante pruebas médicas en la Clínica Santa Fe de Heredia, se determinó una lesión estructural del tensor de la fascia lata. Por lo tanto, quedó fuera de la competencia y su lugar fue tomado por Johnny Woodly.
El 2 de noviembre de 2016, el seleccionador nacional divulgó la base de futbolistas para los dos partidos de la fase hexagonal eliminatoria. Ramírez contó con Ariel para afrontar este tipo de compromisos. La fecha inaugural de esta fase tuvo lugar el 11 de noviembre, en el Estadio Hasely Crawford ante Trinidad y Tobago. Su país tuvo escaso control del balón durante la primera parte, debido a las imprecisiones en cuanto a pases y el orden táctico del rival, situaciones que balanceó en la etapa complementaria. El dinamismo que estableció su conjunto le permitió a su compañero Christian Bolaños abrir el marcador, quien además brindó una asistencia a Ronald Matarrita, al cierre del partido, para concretar el 0-2 final. Por otra parte, el delantero esperó desde la suplencia. La misma circunstancia se reiteró cuatro días después, en el Estadio Nacional, donde su nación recibió a Estados Unidos. El jugador en ofensiva quedó en el banquillo y el resultado definitivo fue de victoria 4-0.
El siguiente llamado del estratega para conformar el conjunto Tricolor se dio el 26 de mayo de 2017, correspondiente a disputar los dos partidos consecutivos como local en el Estadio Nacional por la eliminatoria mundialista. Rodríguez apareció en la lista después de varios meses de ausencia. El primer encuentro tuvo lugar contra Panamá el 8 de junio, donde sus compañeros fueron los que tuvieron mayores oportunidades de anotar en los minutos iniciales. A causa de la expulsión del defensor Giancarlo González en el segundo tiempo, su equipo se vio obligado a variar el sistema y los rivales asumieron el rol en la ofensiva. Sin embargo, tras situaciones apremiantes de ambas naciones, el resultado empatado sin goles prevaleció al término de los 90 minutos. Con esto su país acabó con la racha de diez juegos sin ceder puntos como local en estas instancias. Además, los panameños puntuaron después de veintinueve años de no hacerlo en territorio costarricense. En el compromiso del 13 de junio frente a Trinidad y Tobago, el defensa Francisco Calvo aprovechó un centro de Joel Campbell para colocar, mediante un cabezazo dentro del área, la ventaja momentánea de 1-0 en tan solo 48 segundos de iniciado el juego. Las circunstancias se volvieron ríspidas por la respuesta del adversario, provocando la igualdad en las cifras, pero el tanto de Bryan Ruiz al minuto 44' solidificó el resultado de 2-1 para su nación, el cual fue cuidado de manera sagaz durante todo el segundo tiempo. Estadísticamente, Ariel no vio acción al quedar en el banquillo en los dos cotejos.
El delantero fue incluido, el 16 de junio de 2017, en la lista oficial del director técnico Óscar Ramírez para la realización de la Copa de Oro de la Concacaf que tendrá lugar en Estados Unidos. El 7 de julio se disputó el primer encuentro del certamen en el Red Bull Arena de Nueva Jersey, lugar donde se efectuó el clásico centroamericano contra Honduras. Ariel Rodríguez permaneció en la suplencia y, por otra parte, su compañero Rodney Wallace brindó una asistencia a Marco Ureña al minuto 38', quien concretó el único gol de su nación para la victoria ajustada de 0-1. Cuatro días posteriores se dio el segundo cotejo ante Canadá en el BBVA Compass Stadium, escenario en el cual prevaleció la igualdad a un tanto. El 14 de julio hizo su debut en la competencia frente a Guayana Francesa en el Estadio Toyota de Frisco, Texas. El atacante marcó una anotación en el primer remate que alcanzó al minuto 3', y al final los Ticos se impusieron 3-0 y de esta manera aseguraron un lugar a la siguiente ronda. Su selección abrió la jornada de los cuartos de final el 19 de julio en el Lincoln Financial Field de Filadelfia, Pensilvania, contra Panamá. Un testarazo del rival Aníbal Godoy mediante un centro de David Guzmán, al minuto 76', provocó la anotación en propia puerta de los panameños, lo que favoreció a su combinado en la clasificación a la otra instancia por el marcador de 1-0. En el transcurso del juego, Ariel ingresó de cambio al minuto 64' por David Ramírez, pero nueve después tuvo que ser relevado por Ulises Segura debido a dificultades musculares de una pierna. La participación de su escuadra concluyó el 22 de julio en el AT&T Stadium, con la única pérdida en semifinales de 0-2 ante Estados Unidos.
Rodríguez fue considerado en la última lista para el cierre de la hexagonal, dada el 29 de septiembre de 2017. El 7 de octubre tuvo lugar el partido frente a Honduras en el Estadio Nacional, con las condiciones del clásico centroamericano al tratarse de un encuentro ríspido y físico. Su selección estuvo por debajo en el marcador por la anotación del rival, y de esta forma se vio obligada a variar el sistema táctico para evitar la derrota. Al minuto 94', su compañero Bryan Ruiz lanzó un centro desde el sector de la derecha para que el balón fuese recibido por Kendall Waston, quien se había sumado al ataque y así imponer su altura con el cabezazo y empatar 1-1 de manera agónica. Con este resultado, su país aseguró una de las plazas directas al Mundial de Rusia 2018 que fueron otorgadas a la confederación. Por otro lado, Ariel esperó desde la suplencia, situación que se reiteró para el juego de tres días después contra Panamá en el Estadio Rommel Fernández, donde la derrota de 2-1 no tuvo repercusión alguna en la tabla al tener el segundo lugar asentado.
El 25 de junio de 2021, el director técnico Luis Fernando Suárez definió la lista preliminar con miras hacia la Copa de Oro de la Concacaf, en la que se destaca la convocatoria de Ariel. Fue ratificado en la lista definitiva del 1 de julio. Esperó desde el banquillo para el primer partido ante Guadalupe (3-1). Debutó en la competencia el 16 de julio como titular contra Surinam (2-1), siendo sustituido al comienzo del segundo tiempo por Alonso Martínez. Su selección aseguró el liderato al derrotar a Jamaica (1-0) por la última fecha. El 25 de julio se presentó la eliminación de su país en cuartos de final por 0-2 frente a Canadá, duelo en el que quedó en la suplencia.

## Vida personal

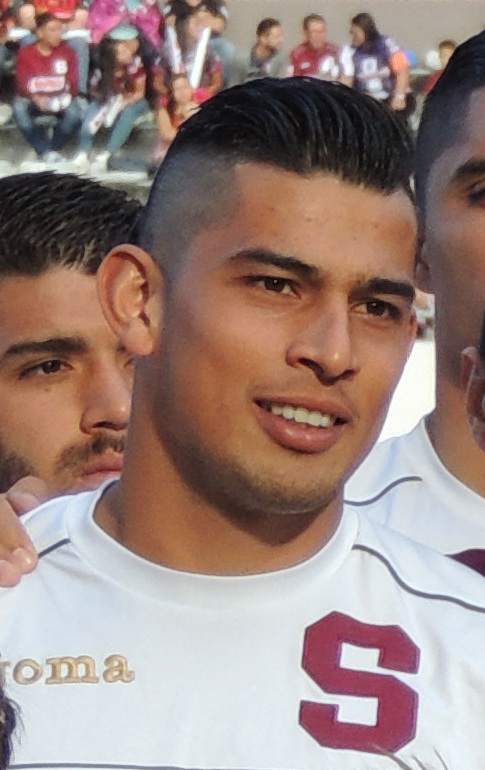
Ariel Rodríguez en 2015.

Después de haber obtenido de manera exitosa el campeonato «30», el programa 7 Días de Televisora de Costa Rica, emitió el 12 de mayo de 2014 un documental llamado «El regreso a la cúspide», de aproximadamente 40 minutos, sobre cómo se vivió el periodo del Torneo de Verano de Saprissa; Rodríguez fue partícipe en varias escenas.
Su padre también fue futbolista, Erick Rodríguez, goleador del Uruguay de Coronado en la década de 1980. Alcanzó los 98 goles en Primera División. El 14 de diciembre de 2014, en el encuentro de la final de ida por el Campeonato de Invierno, Ariel consiguió una anotación y se lo dedicó a él, ya que Erick se encontraba como camarógrafo de Teletica; de forma emotiva fue a abrazarlo.
El 1 de noviembre de 2015, después del partido del Club Sport Cartaginés frente al Deportivo Saprissa en el Estadio "Fello" Meza, el autobús que transportaba a los jugadores del conjunto morado con destino a Tibás, chocó fuertemente contra un vehículo liviano; Rodríguez, quien marcó dos goles en el juego, fue testigo junto con sus compañeros de este accidente. Este hecho ocurrió en barrio El Molino de Cartago, donde ningún miembro de Saprissa salió lesionado, excepto los pasajeros del vehículo, los cuales fueron trasladados al hospital.
Ariel Rodríguez tiene dos hijas. En la celebración del campeonato «32» de su equipo, el atacante salió a relucir una camiseta con la frase en la espalda «de princesos a reyes». Esto se debió a los problemas de rendimiento que atravesó su grupo a lo largo del torneo, donde además el futbolista tuvo momentos complicados con su familia.

## Estadísticas

### Clubes
Actualizado al último partido jugado el 22 de junio de 2022.
| Santos de Guápiles Costa Rica |               |               |     |     |    |    |    |     |     |     |
| 1.ª | 2007-08       | 1             | 0   | —   | —  | —  | —  | 1   | 0   |     |
| 2.ª | 2008-09       | ?             | ?   | —   | —  | —  | —  | ?   | ?   |     |
| 1.ª | 2009-10       | 21            | 3   | —   | —  | —  | —  | 21  | 3   |     |
| 1.ª | 2010-11       | 15            | 0   | —   | —  | —  | —  | 15  | 0   |     |
| 1.ª | 2011-12       | 6             | 0   | —   | —  | —  | —  | 6   | 0   |     |
| Total club | Total club    | 43            | 3   | —   | —  | —  | —  | 43  | 3   |     |
| Puntarenas F. C. Costa Rica |               |               |     |     |    |    |    |     |     |     |
| 1.ª | 2012          | 15            | 6   | —   | —  | —  | —  | 15  | 6   |     |
| Total club | Total club    | 15            | 6   | —   | —  | —  | —  | 15  | 6   |     |
| Belén F. C. Costa Rica |               |               |     |     |    |    |    |     |     |     |
| 1.ª | 2012          | 8             | 3   | —   | —  | —  | —  | 8   | 3   |     |
| Total club | Total club    | 8             | 3   | —   | —  | —  | —  | 8   | 3   |     |
| Deportivo Saprissa Costa Rica |               |               |     |     |    |    |    |     |     |     |
| 1.ª | 2012-13       | 25            | 5   | —   | —  | —  | —  | 25  | 5   |     |
| 1.ª | 2013-14       | 37            | 11  | 3   | 0  | —  | —  | 40  | 11  |     |
| 1.ª | 2014-15       | 38            | 15  | 5   | 5  | 5  | 5  | 48  | 25  |     |
| 1.ª | 2015          | 23            | 20  | 2   | 0  | 4  | 0  | 29  | 20  |     |
| Total club | Total club    | 123           | 51  | 10  | 5  | 9  | 5  | 142 | 61  |     |
| Bangkok Glass F. C. Tailandia |               |               |     |     |    |    |    |     |     |     |
| 1.ª | 2016          | 27            | 19  | 3   | 2  | —  | —  | 30  | 21  |     |
| 1.ª | 2017          | 21            | 6   | 2   | 1  | —  | —  | 23  | 7   |     |
| Total club | Total club    | 48            | 25  | 5   | 3  | —  | —  | 53  | 28  |     |
| Deportivo Saprissa Costa Rica |               |               |     |     |    |    |    |     |     |     |
| 1.ª | 2018          | 20            | 7   | —   | —  | 2  | 1  | 22  | 8   |     |
| Total club | Total club    | 20            | 7   | —   | —  | 2  | 1  | 22  | 8   |     |
| Bangkok Glass F. C. Tailandia |               |               |     |     |    |    |    |     |     |     |
| 1.ª | 2018          | 16            | 6   | 6   | 2  | —  | —  | 22  | 8   |     |
| Total club | Total club    | 16            | 6   | 6   | 2  | —  | —  | 22  | 8   |     |
| PTT Rayong F. C. Tailandia |               |               |     |     |    |    |    |     |     |     |
| 1.ª | 2019          | 22            | 9   | 1   | 0  | —  | —  | 23  | 9   |     |
| Total club | Total club    | 22            | 9   | 1   | 0  | —  | —  | 23  | 9   |     |
| Deportivo Saprissa Costa Rica |               |               |     |     |    |    |    |     |     |     |
| 1.ª | 2020          | 22            | 7   | —   | —  | 2  | 1  | 24  | 8   |     |
| Total club | Total club    | 22            | 7   | —   | —  | 2  | 1  | 24  | 8   |     |
| Ho Chi Minh City F. C. Vietnam |               |               |     |     |    |    |    |     |     |     |
| 1.ª | 2020          | 8             | 3   | —   | —  | —  | —  | 8   | 3   |     |
| Total club | Total club    | 8             | 3   | —   | —  | —  | —  | 8   | 3   |     |
| Deportivo Saprissa Costa Rica |               |               |     |     |    |    |    |     |     |     |
| 1.ª | 2021          | 15            | 6   | —   | —  | 2  | 1  | 17  | 7   |     |
| 1.ª | 2021-22       | 34            | 6   | 1   | 0  | 1  | 0  | 36  | 6   |     |
| Total club | Total club    | 49            | 12  | 1   | 0  | 3  | 1  | 53  | 13  |     |
| Total carrera | Total carrera | Total carrera | 374 | 132 | 23 | 10 | 16 | 8   | 413 | 150 |
| (1) Incluye datos del Torneo de Copa (2013-15) / Copa de la Liga de Tailandia (2016-19) / Copa FA de Tailandia (2016-19) / Supercopa de Costa Rica (2021). (2) Incluye datos de la Liga de Campeones de la Concacaf (2014-22) / Liga Concacaf (2020-21). (3) No incluye goles en partidos amistosos. |               |               |     |     |    |    |    |     |     |     |

### Selección de Costa Rica
Actualizado al último partido jugado el 16 de julio de 2021.
| Selección                  | Año | Eliminatorias | Eliminatorias | Eliminatorias | Continental | Continental | Continental | Mundial | Mundial | Mundial | Amistosos | Amistosos | Amistosos | Total | Total | Total  |
| Selección                  | Año | Part.         | Goles         | Asist.        | Part.       | Goles       | Asist.      | Part.   | Goles   | Asist.  | Part.     | Goles     | Asist.    | Part. | Goles | Asist. |
| -------------------------- | --- | ------------- | ------------- | ------------- | ----------- | ----------- | ----------- | ------- | ------- | ------- | --------- | --------- | --------- | ----- | ----- | ------ |
| Absoluta · Costa Rica      |     |               |               |               |             |             |             |         |         |         |           |           |           |       |       |        |
| 2016                       | -   | -             | -             | -             | -           | -           | -           | -       | -       | 1       | 1         | 0         | 1         | 1     | 0     |        |
| 2017                       | -   | -             | -             | 2             | 1           | 0           | -           | -       | -       | -       | -         | -         | 2         | 1     | 0     |        |
| 2021                       | -   | -             | -             | 1             | 0           | 0           | -           | -       | -       | -       | -         | -         | 1         | 0     | 0     |        |
| Total                      | 0   | 0             | 0             | 3             | 1           | 0           | 0           | 0       | 0       | 1       | 0         | 0         | 4         | 2     | 0     |        |
| 1. 2. Fuente:Transfermarkt |     |               |               |               |             |             |             |         |         |         |           |           |           |       |       |        |

### Goles internacionales
| Núm. | Fecha               | Lugar                                  | Rival            | Gol | Resultado | Competición                     |
| ---- | ------------------- | -------------------------------------- | ---------------- | --- | --------- | ------------------------------- |
| 1    | 27 de mayo de 2016  | Estadio Nacional, San José, Costa Rica | Venezuela        | 2-1 | 2-1       | Amistoso                        |
| 2    | 14 de julio de 2017 | Estadio Toyota, Texas, Estados Unidos  | Guayana Francesa | 1-0 | 3-0       | Copa de Oro de la Concacaf 2017 |

## Palmarés

### Títulos nacionales
| Título                         | Equipo             | País       | Año  |
| ------------------------------ | ------------------ | ---------- | ---- |
| Segunda División de Costa Rica | Santos de Guápiles | Costa Rica | 2009 |
| Torneo de Copa de Costa Rica   | Deportivo Saprissa | Costa Rica | 2013 |
| Primera División de Costa Rica | Deportivo Saprissa | Costa Rica | 2014 |
| Primera División de Costa Rica | Deportivo Saprissa | Costa Rica | 2014 |
| Primera División de Costa Rica | Deportivo Saprissa | Costa Rica | 2015 |
| Primera División de Costa Rica | Deportivo Saprissa | Costa Rica | 2018 |
| Primera División de Costa Rica | Deportivo Saprissa | Costa Rica | 2020 |
| Primera División de Costa Rica | Deportivo Saprissa | Costa Rica | 2021 |
| Supercopa de Costa Rica        | Deportivo Saprissa | Costa Rica | 2021 |
| Primera División de Costa Rica | Deportivo Saprissa | Costa Rica | 2022 |
| Primera División de Costa Rica | Deportivo Saprissa | Costa Rica | 2023 |
| Supercopa de Costa Rica        | Deportivo Saprissa | Costa Rica | 2023 |
| Recopa de Costa Rica           | Deportivo Saprissa | Costa Rica | 2023 |
| Primera División de Costa Rica | Deportivo Saprissa | Costa Rica | 2023 |
| Primera División de Costa Rica | Deportivo Saprissa | Costa Rica | 2024 |

### Distinciones individuales
| Distinción                                                                                  | Año  |
| ------------------------------------------------------------------------------------------- | ---- |
| Máximo goleador del Torneo de Copa de Costa Rica                                            | 2014 |
| Destacable labor en el Invierno 2015 según el Círculo de Locutores y Periodistas Deportivos | 2016 |
| Máximo goleador del Campeonato de Invierno 2015                                             | 2016 |
| Once Ideal de la Liga Premier de Tailandia 2016                                             | 2016 |